# Tečovice
Tečovice är en ort i Tjeckien.   Den ligger i regionen Zlín, i den östra delen av landet, 250 km öster om huvudstaden Prag. Tečovice ligger 209 meter över havet och antalet invånare är 1 272.
Terrängen runt Tečovice är platt åt nordväst, men åt sydost är den kuperad. Runt Tečovice är det ganska tätbefolkat, med 62 invånare per kvadratkilometer. Närmaste större samhälle är Zlín, 6,1 km öster om Tečovice. I omgivningarna runt Tečovice växer i huvudsak blandskog.